# Amphipyra
Amphipyra é um gênero de traça pertencente à família Arctiidae.